# Acropora retusa
Acropora retusa е вид корал от семейство Acroporidae. Видът е уязвим и сериозно застрашен от изчезване.

## Разпространение
Разпространен е в Австралия, Американска Самоа, Британска индоокеанска територия, Египет, Йемен, Израел, Индонезия, Йордания, Кирибати, Коморски острови, Мавриций, Мадагаскар, Майот, Малайзия, Малки далечни острови на САЩ, Мозамбик, Ниуе, Острови Кук, Папуа Нова Гвинея, Питкерн, Реюнион, Самоа, Саудитска Арабия, Сейшели, Сингапур, Соломонови острови, Сомалия, Судан, Тайланд, Токелау, Тонга, Тувалу, Уолис и Футуна, Фиджи, Филипини, Френска Полинезия и Южна Африка.